# Афлатоксины
Афлатоксины (сокр. от Aspergillus flavus toxins) — органические соединения, смертельно опасные микотоксины, относящиеся к классу поликетидов. Являются биологическими контаминантами. Один из наиболее известных — афлатоксин B1.

## Описание
Продуцирующие токсины микроскопические грибы (микромицеты) нескольких видов рода аспергилл (главным образом A. flavus и A. parasiticus) растут на зёрнах, семенах и плодах растений с высоким содержанием масла (например, на семенах арахиса) и некоторых других субстратах.
Обычно грибами сильнее заражены продукты, хранящиеся в жарком и влажном климате. Афлатоксины со временем и при неправильном хранении образуются в залежалых сборах чая и других трав. Токсин обнаруживается также в молоке животных, употреблявших заражённый корм.

## Влияние на организм
Более 4 миллионов человек в развивающихся странах подвергаются воздействию высоких концентраций афлатоксинов (25-20 мкг/кг), что негативно влияет на иммунную систему. Афлатоксины обладают мутагенным, тератогенным и канцерогенным действием. Они способны вызывать повреждения ДНК, нарушать клеточный цикл и индуцировать апоптоз.

### Канцерогенность
Из всех биологически производимых ядов афлатоксины являются самыми сильными гепатоканцерогенами из обнаруженных на сегодняшний день. Устойчивы к тепловой обработке продукта. При попадании в организм высокой дозы яда смерть наступает в течение нескольких суток из-за необратимых поражений печени, при попадании низкой дозы развивается хронический афлатоксикоз, характеризующийся подавлением иммунной системы, повреждением ДНК, активацией онкогенов.
Токсичность этих видов была по большей части неизвестна вплоть до 1960-х, когда в Британии неожиданно умерли 100 тысяч индюшек. В развитых странах проводится жёсткий мониторинг продуктов, где чаще всего встречаются афлатоксины (арахис, кукуруза, семя тыквы и т. д.); заражённые партии уничтожаются.
Для развивающихся стран, где подобный контроль отсутствует, заражение продуктов плесневыми грибами остаётся серьёзным фактором смертности. Например, в Мозамбике смертность от рака печени в 50 раз выше, чем во Франции. По данным 2019 года, ежегодно в мире афлатоксином вызывалось 155 тысяч случаев рака печени.

### Влияние на репродуктивную систему
Особенно чувствительна к воздействию афлатоксинов репродуктивная система: у мужчин наблюдается снижение количества и качества сперматозоидов, нарушение сперматогенеза и уменьшение уровня тестостерона. У женщин афлатоксины могут приводить к бесплодию, нарушению созревания фолликулов и дефектам развития плода.

### Формирование устойчивости к вакцинам
Согласно исследованиям учёных из Мичиганского университета, опубликованным в 2019 году, афлатоксин ослабляет реакцию антител на вирусы, благодаря чему порождает у человека устойчивость к противовирусным вакцинам. По мнению учёных, это объясняет невысокий уровень успеха вакцин в странах с низкими доходами населения, поскольку в таких странах люди не могут позволить себе выбрасывать заплесневелые продукты (например, кукурузу и арахис), являющиеся их основным рационом.